# 라이어스 에지
《라이어스 에지》(영어: Liar's Edge)는 캐나다에서 제작된 론 올리버 감독의 1992년 스릴러 영화이다. 섀넌 트위드 등이 출연하였다.

## 출연진
- 닉 실즈
- 섀넌 트위드
- 데이비드 키스
- 조지프 보텀스
- 크리스토퍼 플러머
- 캐슬린 로버트슨

## 기타 제작진
- 배역: 루신다 실
- 미술: 이언 브록
- 세트: 캐럴라인 지